# Soteria

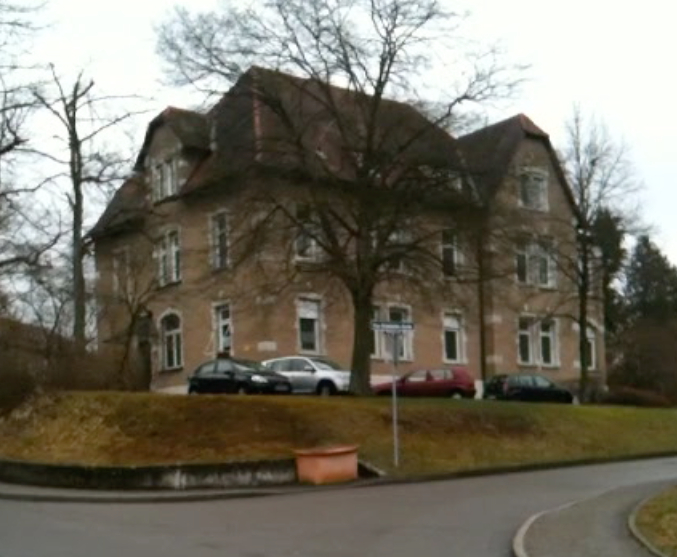
Soteria, Zwiefalten, Alemania 2011

En psiquiatría, el término soteria hace referencia a un concepto terapéutico alternativo para el tratamiento de los pacientes esquizofrénicos. 
Se basa en el abandono de las medidas coercitivas, la reducción drástica del uso de fármacos psicotrópicos y la apuesta por atmósferas familiares, el cuidado comprensivo y un entorno pobre en estímulos, con el objeto de promover la distensión emocional del paciente.
El término puede hacer también referencia a la unidad hospitalaria en la que se practica dicha terapia.